# Erik Wedelin
Erik Wedelin (* 1850 in Schweden; † 1881) war ein schwedischer Landschaftsmaler der Düsseldorfer Schule.

## Leben
Wedelin besuchte die Zeichenschule des Göteborger Kunstmuseums und die Kunstakademie Stockholm. Von etwa 1873 bis 1875 lebte er in Düsseldorf. Da er im Alter von 31 Jahren an einer Lungentuberkulose starb, ist sein Œuvre recht klein. Seine Freilichtmalerei, die mit einigen Werken im schwedischen Nationalmuseum vertreten ist, bewegt sich auf höchstem Niveau.

## Werke (Auswahl)
- Sonnenuntergang über Düsseldorf und dem Rhein, 1874
- Segelboot am Ufer, 1875
- Französische Landschaft, 1875
- Herbstlandschaft, 1875
- Herbstlandschaft, 1880
- Winteransicht an einem Hafen
- Landschaft mit zwei Figuren